# Теренсай (Актюбинская область)
Теренсай (каз. Тереңсай) — село в Айтекебийском районе Актюбинской области Казахстана. Входит в состав Айкенского сельского округа. Код КАТО — 153441500.

## Население
В 1999 году население села составляло 1514 человек (743 мужчины и 771 женщина). По данным переписи 2009 года, в селе проживал 951 человек (502 мужчины и 449 женщин).